# Mama Ohandja
Mama Ohandja est un chanteur, arrangeur, danseur et chorégraphe camerounais né en 1942 à Ebanga.

## Biographie
Il est natif du village d’Ebanga au Cameroun en Afrique centrale, de parents grands chanteurs de musique traditionnelle camerounaise.
Sa carrière musicale débute dans les années 1960. Il interprète des chansons africaines, latino-américaines et européennes dans des cabarets avec son groupe De Mandoline Jazz d'Efok.
En 1970 avec le Confiance Jazz et le Ballet Eton de la Lékié.
Une de ses chansons les plus célèbres est "Super moon ebon" (The Super Fancy Lady), sortie au début des années 1980. Il entame plusieurs tournées à travers l’Afrique et participe à la réalisation des "Fleurs musicales du Cameroun" en 1982. Son succès est tel qu’il est élu délégué régional de la Mutuelle des Artistes Camerounais (MAC) en 1988. Il devient rapidement un des musiciens les plus influents au Cameroun en mariant les musiques traditionnelles avec des instruments modernes : mélange de tam-tams, balafons et d'instruments électriques.
En 2007 Mama Ohandja invente et brevette le "Balafson", un petit boîtier transformant le son de la guitare en un son proche du balafon, afin de redonner au bikutsi le son originel. Le public international découvre les sonorités de cet instrument dans Longue Langue, son opus paru en 2010. Consacré à la danse, cet opus laisse entendre du bikutsi ou de l’ékomot flirtant avec ses influences (twist, jazz, valse, tango, rock ou rumba congolaise), comme dans Dzé Engabo ou Longue Langue, l’intitulé du CD. Entre-temps, Mama Ohandja est invité à poser sa voix sur Assiko Mintanan, un titre bikutsi rock de l’album Lychee Queen (2008) du groupe de trip-hop français fondé par le batteur Cyril Atef et le violoncelliste Vincent Segal.
Il a 5 enfants : 3 filles (Aimée, Bernadette, Fanny) et 2 fils (Guy et Jean).

## Discographie
- 1971 - Mot ane mben meyen m’oyab
- 1972 - Souvenirs de la cogéfar
- 1973 - Chérie marie
- 1974 - Dzen okala Woe
- 1974 - Chérie Antoinette
- 1977 - Ndzug obele ma
- 1982 - Fleurs musicales du Cameroun (Collectif d’artistes africains)
- 1982 - Les conséquences de la prison
- 1985 - Nnomo nga wono
- 1989 - Alug
- 1993 - Bikutsi sous haute tension
- 1994 - Allez les lions indomptables (Collectif d’artistes camerounais)
- 1998 - Honneur aux Lions indomptables du Cameroun
- 2002 - "T-Bone-Garnerius" de Vincent Segal (Lead vocal sur Nnomo Nga Wono)
- 2002 - étude du Bikutsi
- 2008 - Lychee Queen de Bumcello (lead vocals sur Assiko Mintanan)
- 2010 - Longue langue